# Chinda Sutemi
Chinda Sutemi est un nom japonais traditionnel ; le nom de famille (ou le nom d'école), Chinda, précède donc le prénom (ou le nom d'artiste).
Le comte Chinda Sutemi (珍田 捨巳, 19 janvier 1857 à Hirosaki - 16 janvier 1929) est un diplomate japonais. En 1877 il part étudier à l'Université DePauw. Il obtient son BA en 1881, et son MA en 1884. En 1882 il se marie et a un fils.

## Carrière diplomatique
De 1890 à 1894, Chinda sert comme consul japonais à San Francisco. En 1897 il est nommé premier ministre plénipotentiaire japonais au Brésil à la suite de l'établissement de relations diplomatiques entre les deux pays en 1895. Il est ambassadeur japonais en Allemagne de 1908 à 1911, aux États-Unis de 1912 à 1916 et au Royaume-Uni de 1916 à 1920, époque au cours de laquelle il fait partie de la délégation japonaise à la Conférence de paix de Paris (1919).
De 1927 à sa mort en 1929 il est grand Chambellan du Japon.
Il était aussi pasteur méthodiste.

## Source de la traduction
- (en) Cet article est partiellement ou en totalité issu de l’article de Wikipédia en anglais intitulé « Chinda Sutemi » (voir la liste des auteurs).